# Temi LGBT nella mitologia classica

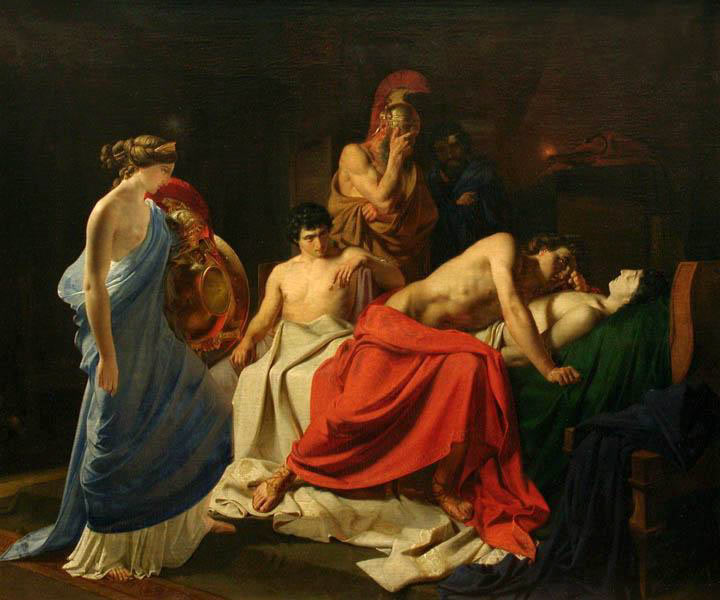
Achille si dispera per la morte di Patroclo, di Nikolaj Nikolaevič Ge.

I temi LGBT nella mitologia classica (mitologia greca e mitologia romana) presentano l'omosessualità, soprattutto maschile, in molti dei loro miti fondativi. Vi si possono inoltre rinvenire anche dei casi di crossdressing e androginia che - seguendo la terminologia di genere post-1990 - sono stati raggruppati sotto l'unico acronimo comprensivo "LGBT".
Queste narrazioni sono state variamente descritte come cruciali per la storia dei temi LGBT nella letteratura occidentale, con i miti originali costantemente riprodotti e riscritti, con le relazioni e i personaggi coinvolti come autentiche rappresentazioni di icona gay. In confronto il lesbismo può venire scorto assai raramente nei miti classici.

## Omosessualità e bisessualità

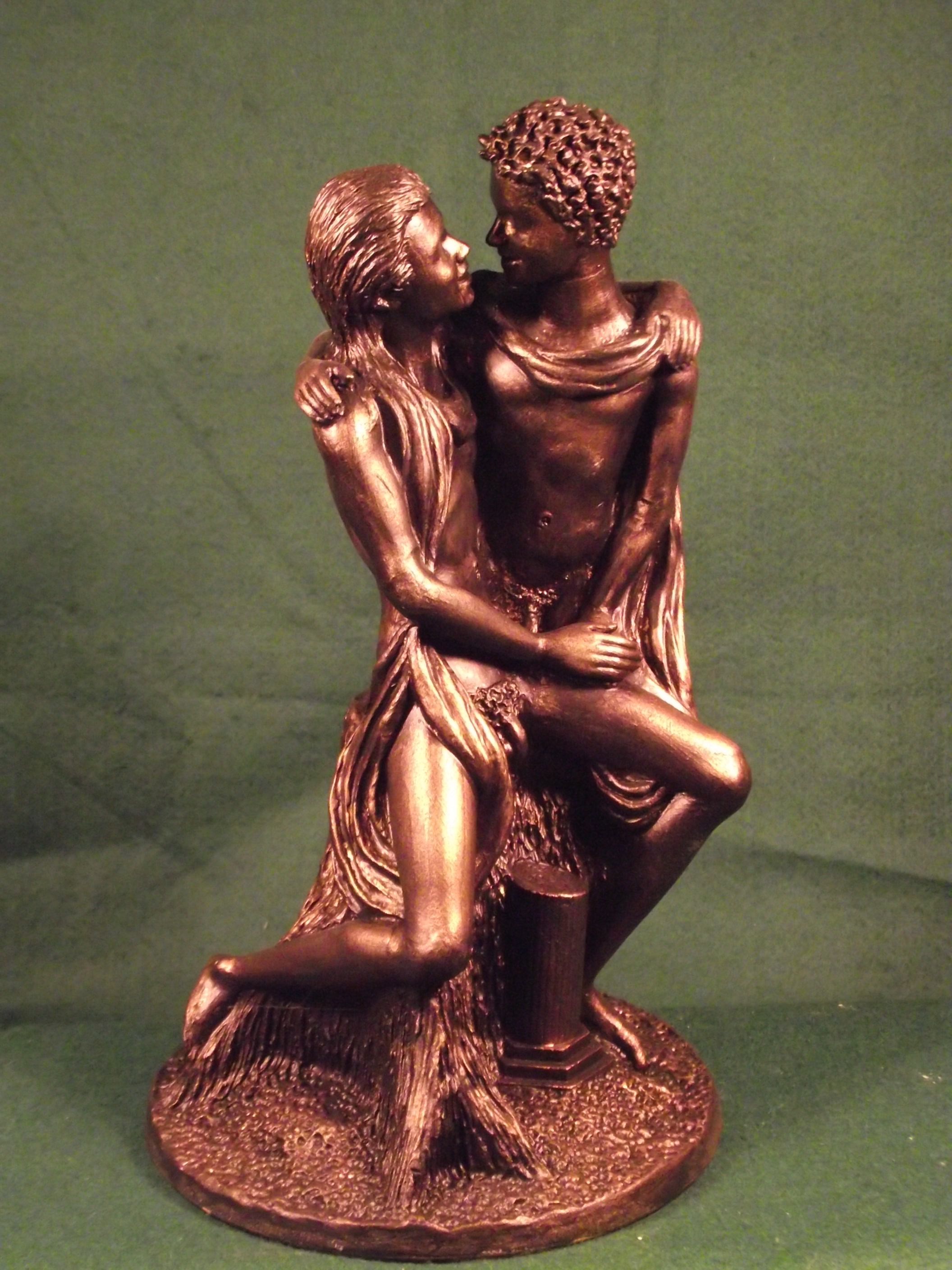
Dioniso e Ampelo.

Dioniso, il dio che visse la propria gestazione all'interno della coscia di suo padre Zeus, dopo che la madre Semele morì per essere stata incendiata dalla vera forma del "Signore dell'Olimpo, è stato soprannominato "un dio protettore dell'ermafroditismo e del travestitismo" da Roberto C. Ferrari nell'"Encyclopedia of Gay, Lesbian, Bisexual, Transgender, and Queer Culture" nel 2002.
Altre divinità sono a volte considerate patroni dell'amore omosessuale tra maschi, come la stessa Dea dell'amore Afrodite e le figure divine presenti nel suo seguito, come gli Eroti: Eros, Imero e Pothos più Anteros. Il primo di questi fa anche parte di una trinità religiosa che recitava dei ruoli fondativi nelle relazioni omoerotiche, insieme a Eracle ed Ermes, che conferivano qualità di bellezza (e lealtà), forza ed eloquenza - rispettivamente - agli amanti maschi.
Nella poesia di Saffo la Dea dell'Amore viene quindi identificata anche come la patrona e protettrice delle lesbiche.

## Coppie omosessuali mitologiche
- Achille e Patroclo[8]
- Agamennone e Argenno[9][10]
- Agataida e Falanto[11]

- Apollo e Branco di Mileto[12]
- Apollo e Carno[13]
- Apollo e Ciparisso[14]

- Apollo e Giacinto[15]
- Apollo e Imene[15]
- Apollo e Iapige[16]
- Ati e Licabas [17]
- Cicno e Fetonte[18]
- Cidone e Clizio[19]
- Crisippo e Laio[20]
- Dafni e Pan[21]
- Dioniso e Ampelo[21]
- Dioniso e Prosimno[22]
- Eracle e Abdero
- Eracle e Ila[21]
- Eracle e Iolao[20]
- Ermes e Croco[23]
- Ermes e Perseo[24]
- Eurialo e Niso[25]
- Euribaro e Alcioneo[26]
- Iante e Ifi[27]
- Orfeo e i Traci[20]
- Orfeo e Calaide[20]
- Polido e Glauco[28]
- Poseidone e Nerito[29]
- Poseidone e Pelope[15]
- Silvano e Ciparisso[30]
- Tamiri e Giacinto[31]
- Zefiro e Giacinto[31]

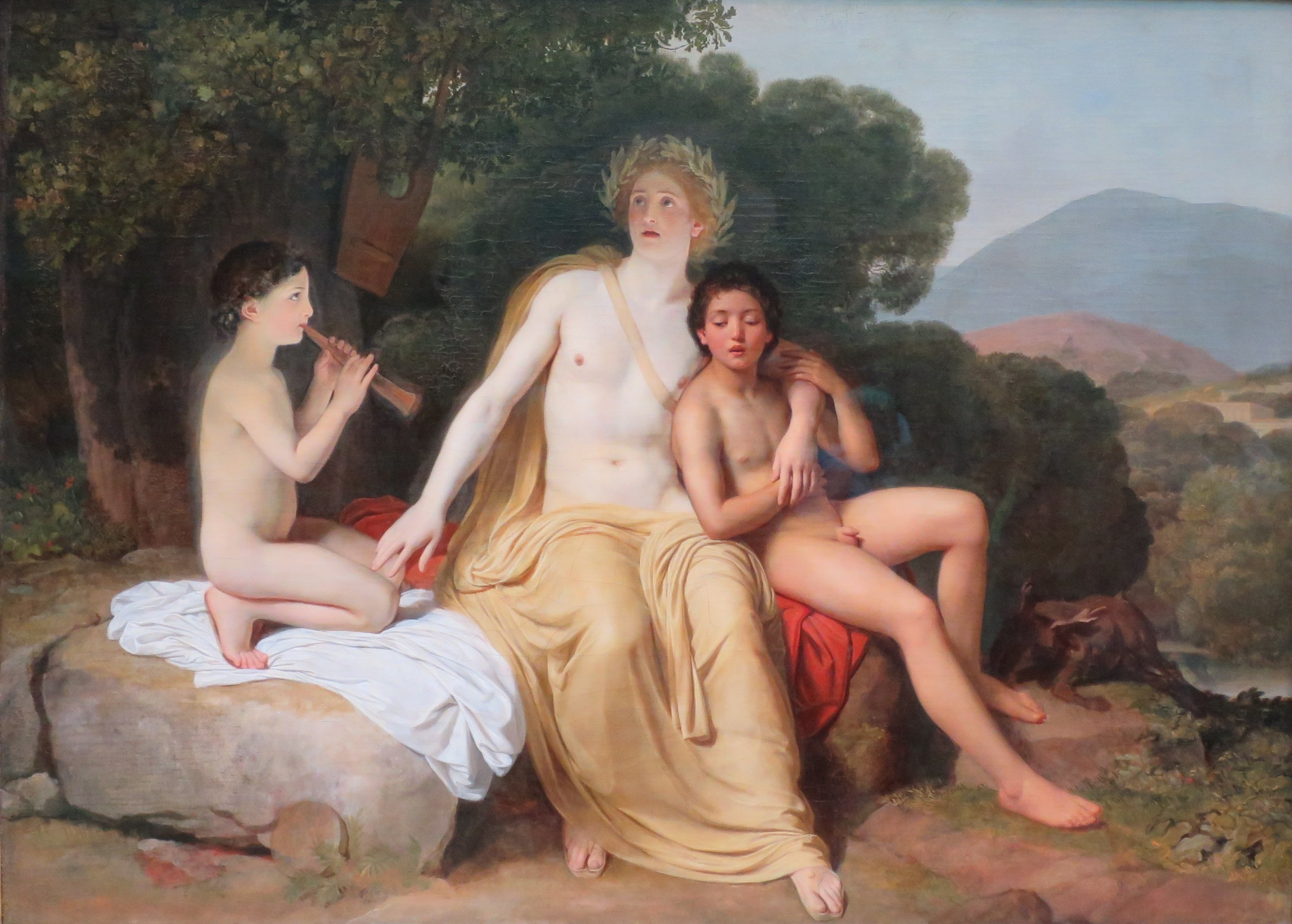
Apollo in compagnia di Giacinto e Ciparisso di Aleksandr Andreevič Ivanov, 1834.

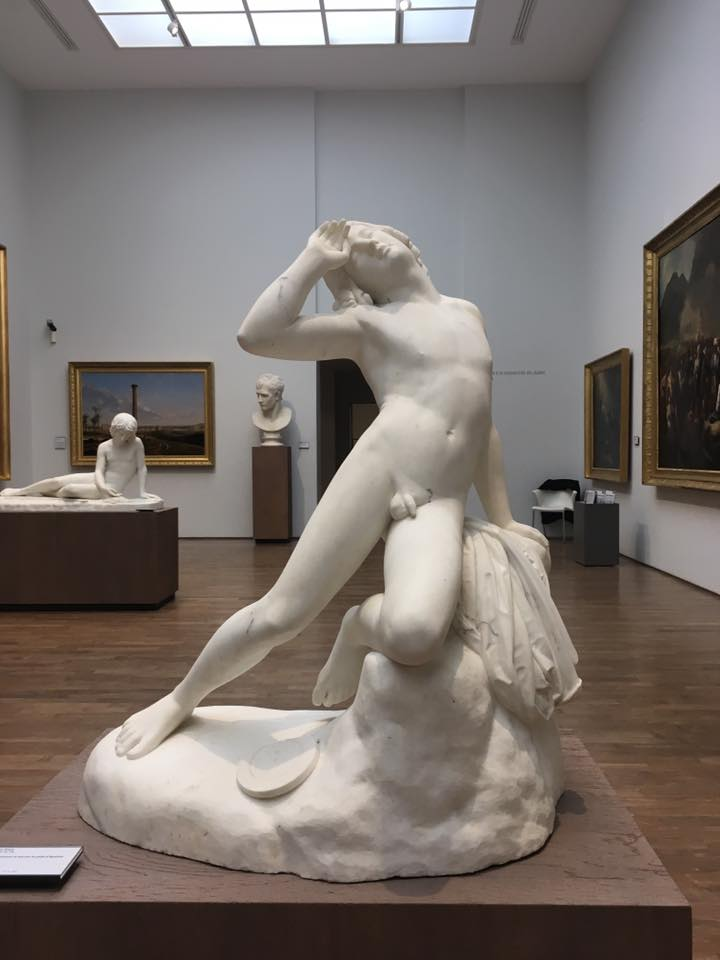
La morte di Giacinto di Antoine Étex.

- Zeus (in forma di Artemide) e Callisto[32]

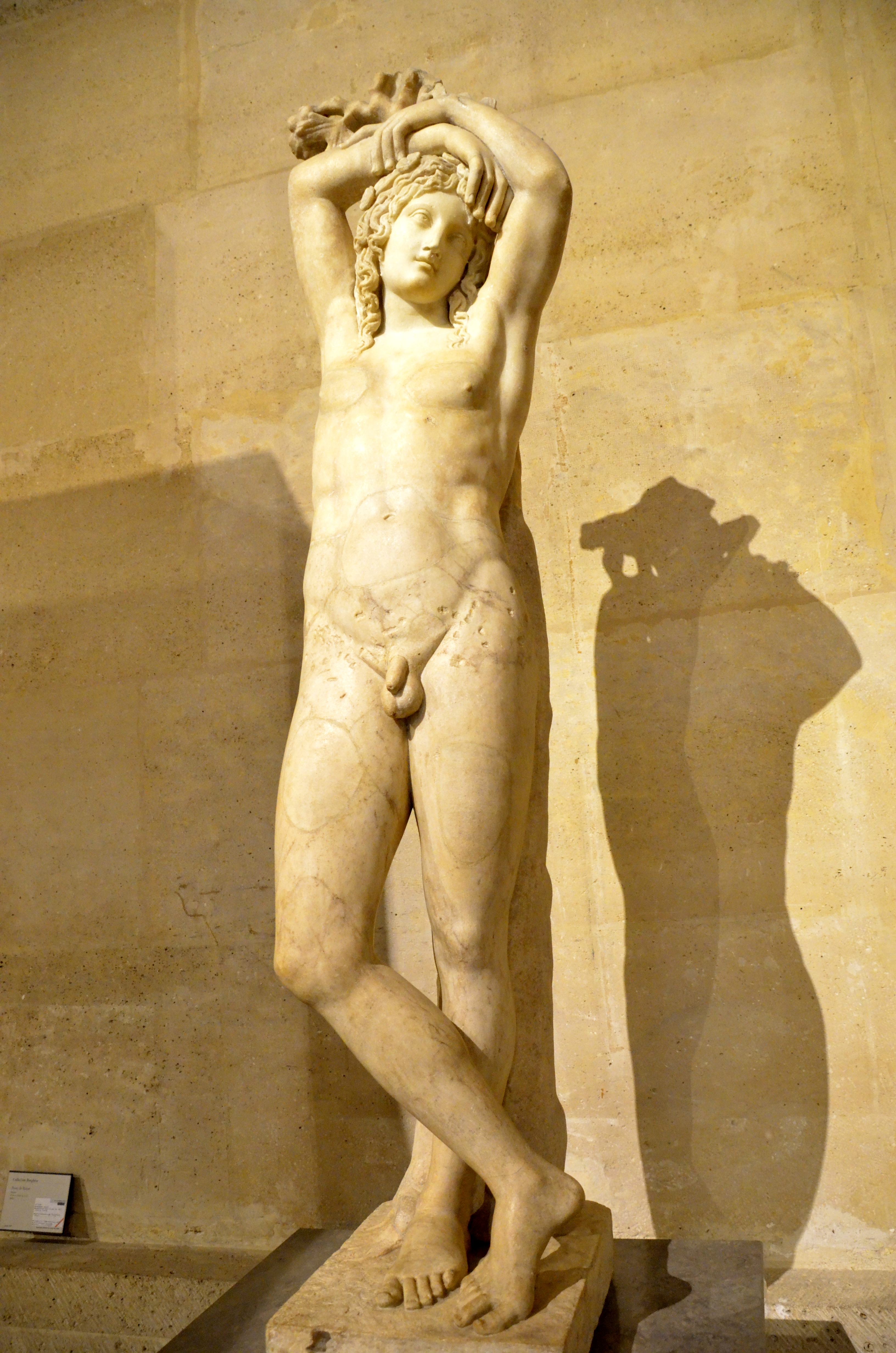
Un Ermafrodito appena adolescente del Museo del Louvre.

- Zeus e Ganimede[1]

## Transgender e transessuali
Nelle narrazioni della mitologia classica si è verificato anche il tema del cambio di sesso. La ragione della trasformazione varia, come nel caso di Sypretes (Συπρετεσ) o Siproite (Σιπροιτεσ), un cacciatore di Creta, che fu trasformato in una donna da Artemide dopo averne violato l'intimità avendola vista mentre si stava facendo il bagno.
Vi era anche un motivo per cui una donna che doveva camuffarsi da maschio e in seguito essere trasformata essa stessa in un maschio biologico da forze misteriose (principalmente gli Dei). Nei casi di Ifis e Leucippo (figlio di Pandione e Galatea), la madre della donna è stata costretta (da suo marito) a sopportare un figlio maschio cosicché il protagonista si è ritrovato costretto ad impersonare un maschio fin dalla nascita. Più tardi la virilità fu concessa attraverso la benedizione di una divinità (Giunone/Era nel caso di Ifis e Latona in quello di Leucippo).
A Cenis e Mestra, ognuna delle quali era la compagna di un dio (Cenis era stata vittima di una violenza sessuale perpetrata da Poseidone/Nettuno; mentre Mestra era una delle amanti di Apollo), fu loro concessa la virilità dal dio suddetto. Mestra, tuttavia, aveva la capacità di cambiare la sua forma volontariamente, invece di rimanere esclusivamente in forma maschile come Cenis e le altre figure esemplari di cui sopra.
Tiresia, d'altra parte, divenne femmina perché colpì un paio di serpenti copulanti, dispiacendo con ciò Era, che lo punì trasformandolo in una donna. Più tardi la condanna venne rimessa, o colpendo nuovamente gli stessi serpenti durante l'accoppiamento o evitandoli; poté in tal modo ritornare ad essere nuovamente un maschio.
In un'altra versione il cambio di sesso è stato invece causato da una discussione svoltasi tra Zeus e Hera, in cui di chiedevano se avesse più piacere nel corso del rapporto sessuale il maschio o la femmina, tanto che lo trasformarono in una femmina per poterne sperimentare gli effetti.

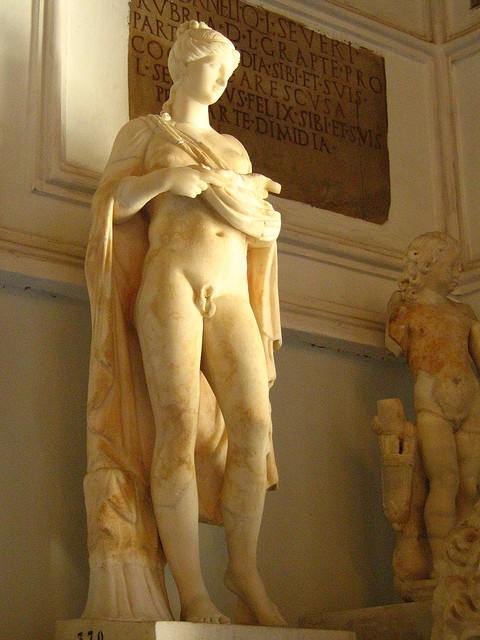
Ermafrodito ai Musei Capitolini.

## Androgini e intersessuali
Afrodite possedeva anche una sua forma androgina a Cipro (la cosiddetta "Afrodite barbuta").
Nella mitologia successiva divenne noto come Ermafrodito il figlio di Ermes e Afrodite dopo il suo congiungimento con una delle naiadi di nome Salmace.
- Agdistis e Attis
- Il culto del Gallo (sacerdote) di Cibele
- Afrodito
- Gli Enarei (lo sciamanesimo degli Sciti)

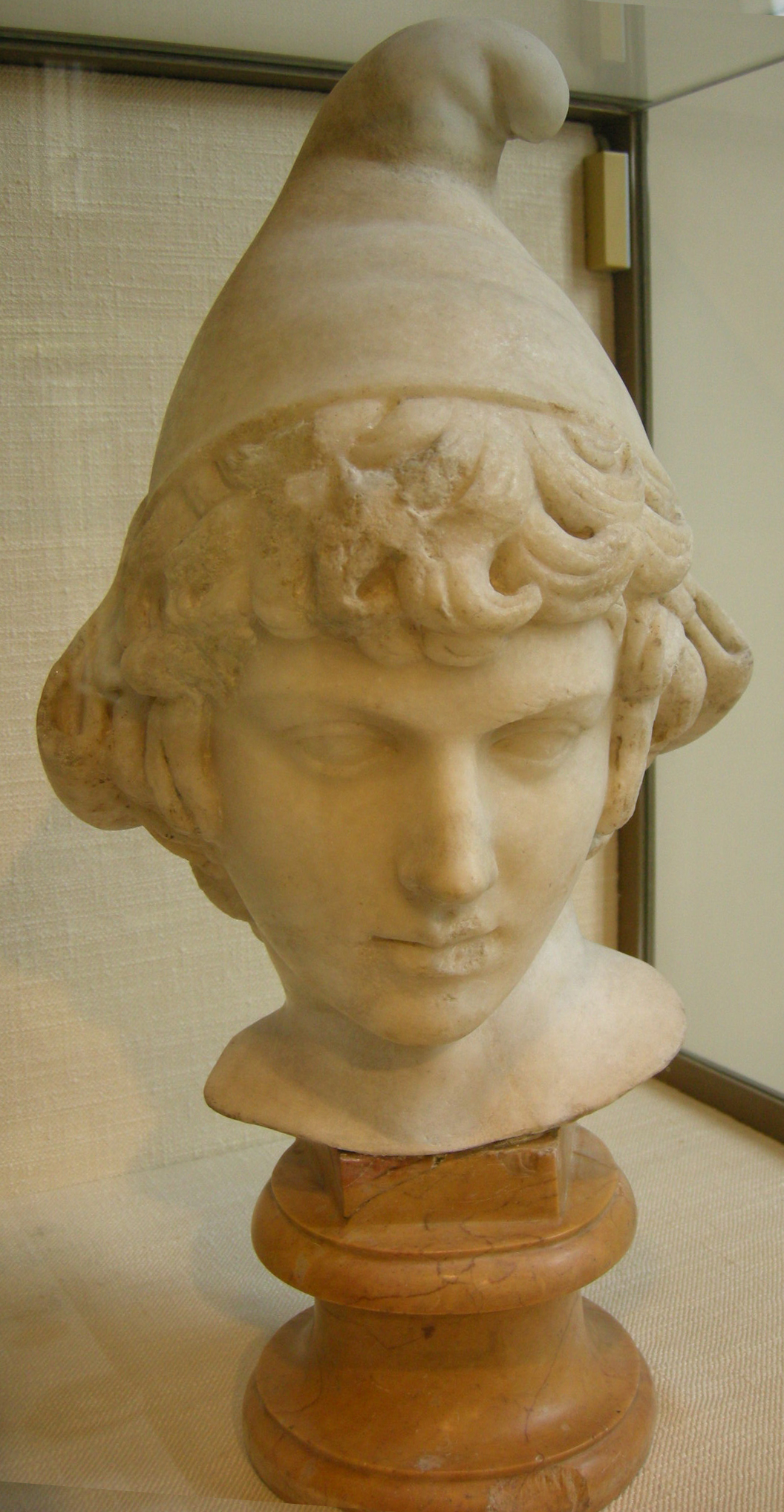
Attis bambino.

- I Machlyès libici
- Phanes